# Bastilla subacuta
Bastilla subacuta là một loài bướm đêm thuộc họ Erebidae. Loài này có ở New Guinea và Seram.

## Phụ loài
- Bastilla subacuta subacuta
- Bastilla subacuta juncta (Seram)